# EMI古典
EMI古典（EMI Classics）是一家古典音乐唱片公司。1990年，EMI古典作为Thorn EMI的子公司成立后，Angel、Seraphim、Odeon、Columbia和His Master's Voice等厂牌发行的古典音乐唱片转移至EMI古典旗下。1996年，随着Thorn EMI的拆分被划归EMI集团。2012年9月，欧盟委员会批准了环球音乐收购EMI集团的计划，但条件是剥离EMI古典。之后短期内EMI古典归入一个名为Parlophone Label Group（PLG）的单一实体中独立运营，直到2013年2月7日随着PLG被出售给华纳音乐集团，7月，华纳宣布EMI古典的旗下艺人及唱片目录将并入华纳古典。

## 旗下艺术家
作曲家
- 托马斯·阿德斯
- 克雷格·阿姆斯特朗
- 霍华德·古道尔（英语：Howard Goodall）
- 卡尔·詹金斯
- 瓊·洛德
- 保罗·麦卡特尼
- 维姆·梅尔滕斯
- 迈克尔·尼曼
- 泽贝纽·普莱斯纳
- 約翰·盧特
- 约翰·塔文纳
- 迈克尔·蒂皮特
- 穆罕默德·阿卜杜勒·瓦哈卜

指挥家
- 克劳迪奥·阿巴多
- 约翰·巴比罗利
- 丹尼尔·巴伦博伊姆
- 汤玛斯·比彻姆
- 阿德里安·博尔特
- 威廉·克里斯蒂（英语：William Christie (musician)）
- 艾伦·柯蒂斯（英语：Alan Curtis (harpsichordist)）
- 劳伦斯·福斯特（英语：Lawrence Foster）
- 威廉·富特文格勒
- 卡尔罗·马里亚·朱里尼
- 埃玛纽埃勒·阿伊姆
- 伯纳德·海廷克
- 弗农·汉德利（英语：Vernon Handley）
- 丹尼尔·哈丁
- 理查德·希科克斯（英语：Richard Hickox）
- 马里斯·扬颂斯
- 帕沃·耶尔维
- 赫伯特·冯·卡拉扬
- 鲁道夫·肯普
- 奥托·克伦佩勒
- 约翰·兰奇伯里（英语：John Lanchbery）
- 查爾斯·馬克拉斯
- 内维尔·马里纳
- 让·马蒂农
- 库尔特·马苏尔
- 英戈·梅茨马赫（英语：Ingo Metzmacher）
- 里卡多·穆蒂
- 罗杰·诺林顿
- 安东尼奥·帕帕诺
- 米歇尔·普拉松
- 安德烈·普列文
- 约翰·普里查德
- 西蒙·拉特尔
- 杰瑞米·罗勒（英语：Jérémie Rhorer）
- 布莱尔·埃利斯·罗伯逊（Blair Ellis Robertson）
- 沃尔夫冈·萨瓦利希
- 傑弗里·泰特
- 弗朗兹·威尔瑟-莫斯特
- 大卫·威尔科克斯（英语：David Willcocks）

室内乐团
- 安氏三重奏（英语：Ahn Trio）
- L'Arpeggiata（英语：L'Arpeggiata）
- 阿特密斯四重奏（英语：Artemis Quartet）
- 阿班·貝爾格四重奏團
- 貝爾琪亞四重奏團
- 英雄三重奏（英语：Eroica Trio）
- 艾班弦樂四重奏（英语：Quatuor Ébène）
- 维也纳弦乐六重奏（Wiener Stringsextet）

合唱团
管弦乐队
- 圣马丁室内乐团
- 繁盛艺术古乐团（英语：Les Arts Florissants (ensemble)）
- 柏林爱乐乐团
- Le Cercle de l'Harmonie
- Il Complesso Barocco（英语：Il Complesso Barocco）
- 阿斯特雷古乐团（英语：Le Concert d'Astrée）
- 不来梅德意志室内爱乐乐团
- 英国室内乐团
- 愛沙尼亞國家交響樂團（英语：Estonian National Symphony Orchestra）
- 歐洲嘉蘭古樂團（英语：Europa Galante）
- 法兰克福广播交响乐团
- 伦敦室内乐团（英语：London Chamber Orchestra）
- 伦敦爱乐乐团
- 伦敦交响乐团
- 蒙特卡洛爱乐乐团（英语：Orchestre Philharmonique de Monte Carlo）
- 愛樂管弦樂團
- 皇家愛樂樂團

器乐演奏家
钢琴
- 西蒙·特普切斯基（英语：Simon Trpčeski）
- 列夫·奥维·安斯尼斯（英语：Leif Ove Andsnes）
- 皮奥特·安德谢维斯基（英语：Piotr Anderszewski）
- 瑪塔·阿格麗希
- 丹尼尔·巴伦博伊姆
- 米歇尔·贝洛夫（英语：Michel Béroff）
- 乔纳森·比斯（英语：Jonathan Biss）
- 尤里·叶戈罗夫（英语：Youri Egorov）
- 英格丽德·弗里特（英语：Ingrid Fliter）
- 大衛·弗萊
- 艾夫根尼·紀新
- 史蒂芬·寇瓦謝維契
- 李云迪
- 林東赫
- 加布里埃拉·蒙特羅
- 约翰·奥格登
- 阿瓦达金·普拉特（英语：Awadagin Pratt）
- 安德烈·普列文
- 安妮·奎佛莱克（英语：Anne Queffélec）
- 布莱尔·埃利斯·罗伯逊
- 上原彩子（英语：Ayako Uehara (pianist)）
- 拉尔斯·沃格特（英语：Lars Vogt）
- 亚历克西斯·魏森伯格

小提琴
- 琳达·布拉瓦（英语：Linda Brava）
- 雷诺·卡普颂
- 張永宙
- 鄭京和
- 雅沙·海菲茨（1930年代为HMV录制）
- 奈吉爾·甘迺迪
- 耶胡迪·梅纽因
- 安娜-苏菲·穆特
- 大卫·奥伊斯特拉赫
- 伊扎克·帕尔曼
- 布莱尔·埃利斯·罗伯逊
- 纳贾·萨勒诺·索嫩伯格（英语：Nadja Salerno-Sonnenberg）
- 克里斯蒂安·特茲拉夫
- 马克西姆·文格洛夫
- 弗兰克·彼得·齐默尔曼（英语：Frank Peter Zimmermann）

大提琴
- 安德烈亚斯·布兰特利德（英语：Andreas Brantelid）
- 葛替耶爾·卡普頌
- 张汉娜
- 纳塔莉·克莱因（英语：Natalie Clein）
- 史蒂芬·伊瑟利斯（英语：Steven Isserlis）
- 朱利安·劳埃德·韦伯
- 杰奎琳·杜·普蕾
- 楚爾斯·莫克
- 姆斯季斯拉夫·罗斯特罗波维奇
- 李垂誼（英语：Trey Lee Chui-yee）
- 罗伯特·科恩（英语：Robert Cohen (cellist)）

## 唱片系列
- 百代百分百系列（100 Best，6-CD廉价系列）
- 20世纪古典系列（20th Century Classics，2-CD）
- 美国古典 （页面存档备份，存于）（American Classics）
- Black Boxes（Virgin Classics 5-CD budget series）
- 英国古典 （页面存档备份，存于）（British Composers）
- Debut（developing artist series）
- Encore（1-CD廉价系列）
- EMI大师原典系列（EMI Masters）
- EMI - The Home of Opera （页面存档备份，存于）
- Gemini（2-CD中价位系列）
- 世纪伟大艺术家系列（Great Artists of the Century）
- 世纪伟大录音系列（Great Recordings of the Century）
- Historical（公共领域录音系列）
- ICON系列
- The Karajan Collection
- The Klemperer Legacy
- Legend（CD+DVD系列）
- Maria Callas Edition
- Opera Series（无小册子的廉价歌剧系列）
- The Perlman Edition
- The Platinum Collection（EMI英国的3-CD廉价系列）
- Recommends Series（EMI英国的《留声机》/《企鹅指南》推荐系列）
- 文献系列（Références，EMI法国的历史录音系列）
- Rouge et Noir（EMI法国的2-CD中价位系列）
- The Classics（Virgin Classics廉价系列）
- Triples（3-CD廉价系列）
- Veritas（Virgin Classics original instrument recordings）
- Virgin de Virgin
- Virgo（Virgin Classics廉价系列）